# Mohammed Hassan
Pour les articles homonymes, voir Hassan.
Ne pas confondre avec Mohammed Hassan Helmi (1912 – 1986), ailier égyptien de Moktalat ayant participé aux Jeux olympiques de 1936.
Mohammed Hassan Moussa (arabe : محمد حسن موسى) (né le 5 février 1905 à Port-Saïd en Égypte et mort le 16 février 1973) est un joueur de football international égyptien, qui évoluait au poste d'ailier.
Il a joué à Al Masry durant les années 1920 et 1930.
Il dispute avec la sélection égyptienne les Jeux olympiques de 1928 et la Coupe du monde 1934.

## Biographie
Mohammed Hassan naît le 5 février 1905 à Port Saïd. Il fait l'ensemble de sa carrière au sein du club d'Al Masry qui évolue dans la Ligue du Canal, une des ligues régionales égyptiennes.
Il dispute avec la sélection égyptienne les Jeux olympiques de 1928. Il dispute la demi-finale contre l'Argentine, perdue sur le score de six buts à zéro.
Suspendu par la Fédération en 1934, il bénéficie d'une mesure de clémence et, est alors sélectionné par l'entraîneur écossais James McCrae pour la Coupe du monde 1934 en Italie. Les Égyptiens s'inclinent dès le premier tour face à la Hongrie sur le score de quatre buts à deux.